# Go Girls
Go Girls es un exitoso drama neozelandés que se transmitió del 19 de febrero del 2009 hasta el 6 de julio del 2013 por medio de la cadena TV2. Las primeras cuatro temporadas de la serie fueron narradas por el actor Jay Ryan, el actor Matt Whelan narró parte de la cuarta temporada y el actor George Mason narró la quinta y última temporada.
La serie se centró en la vida de cuatro amigos, quienes viven en North Shore, Auckland. Cada uno está insatisfecho con su vida y deciden hacerse promesas el uno al otro, las cuales buscan cumplir a lo largo de la serie, sin embargo descubrirán que las cosas no siempre suceden como uno las planea.
Go Girls fue creado por Gavin Strawhan y Rachel Lang, y contó con la participación de actores invitados como James Napier, Ari Boyland, Nic Sampson, Dean O'Gorman, Michelle Langstone, Gareth Reeves, Michelle Hine, Sarah Owen, entre otros...
En noviembre del 2013 se anunció que la serie no regresaría para una sexta temporada debido al bajo rating de la quinta temporada.

## Historia
Todo comienza con cuarto amigos Amy, Kevin, Cody & Britta, que viven en Auckland, North Shore; quienes deciden cambiar sus vidas planteándose resoluciones, las cuales prometen cumplir antes de que se acabe el año: Amy promete que será rica y comprará su antigua casa, Britta promete ser famosa, Cody promete casarse y Kevin promete obtener un nuevo volante deportivo. 
Durante la segunda temporada vemos como las muchachas y Kevin prometen otras resoluciones, esta vez Amy promete ayudar a una persona al mes, Britta encontrar el amor verdadero, Cody hacer que su matrimonio con Eli funcione y Kevin obtener un "objetivo superior". A ellos se les unen Brad (el antiguo novio de Amy) y Olivia (la antigua amiga de secundaria de Amy, con la que compartió departamento cuando ambas estudiaban en Londres).
Durante la tercera temporada vemos cómo la mayoría de los personajes llegan al final de los 20 años y todos se establecen nuevas metas para el año. Kevin decide que quiere ser papá, Cody decide hacerse cargo de su familia, Britta quiere una nueva carrera, Brad quiere viajar por el mundo con Britta a su lado y Olivia solo quiere vivir.
Durante la cuarta temporada Kevin regresa separado de su esposa Amanda, Amy tiene un nuevo trabajo, convertirse en la mejor abogada y finalmente dicide decirle a Kevin lo que siente por él; Cody vive con su hija Possum, Brad regresa con el corazón roto, Olivia se recupera del cáncer y le va bien en la música con Joel, mientras que Britta es madre soltera de su hija Hero. Al final Amy, Kevin, Brad, Cody y Britta han logrado con éxito llegar a sus objetivos.
Durante la quinta temporada llegaron nuevos jóvenes con nuevas resoluciones: Candy (la hermana menor de Britta) al darse cuenta de que ha alejado a todo el mundo busca ser una mejor persona, Ted quiere hacerse conocido, Levi quiere devolver dinero, la torpe y poco práctica Bennie (la hermana de Ted) quiere ser su propia jefa y Alice decidida a no ser estereotipada como asiática decide ser mala.

## Personajes Principales
| Actor                | Personaje     | Trabajo            | N.º de episodios | Temporada         |
| -------------------- | ------------- | ------------------ | ---------------- | ----------------- |
| Shara Connolly       | Candy McMann  | -                  | 13               | 2010, 2012 - 2013 |
| George Mason         | Ted Keegan    | -                  | 11               | 2013              |
| Leon Wadham          | Levi Hirsh    | Gerente de Eventos | 11               | 2013              |
| Tai Berdinner-Blades | Bennie Keegan | -                  | 11               | 2013              |
| JJ Fong              | Alice Lee     | -                  | 11               | 2013              |

### Personajes Recurrentes
| Actor              | Personaje   | Empleo           | Episodios | Duración    |
| ------------------ | ----------- | ---------------- | --------- | ----------- |
| Irene Wood         | Nan McMann  | -                | 62        | 2009 - 2013 |
| Ingrid Park        | Fran McMann | -                | 60        | 2009 - 2013 |
| Annie Whittle      | Jann McMann | -                | 52        | 2009 - 2013 |
| Michelle Langstone | Sarah       | -                | 9         | 2013        |
| Matariki Whatarau  | Mitchell    | Doctor           | 7         | 2013        |
| Ian Hughes         | Malcolm     | -                | 6         | 2013        |
| Colin Moy          | Gordon      | -                | 6         | 2013        |
| Deanna Chiang      | Nancy Ping  | Agente de Ventas | 5         | 2013        |
| Robert Hartley     | Fergus      | -                | 5         | 2013        |
| Colin Garlick      | Zane        | -                | 4         | 2013        |
| Josh McKenzie      | Kent        | -                | 2         | 2013        |

### Antiguos Personajes Principales
| Actor           | Personaje               | Trabajo                     | N.º de episodios | Temporada   |
| --------------- | ----------------------- | --------------------------- | ---------------- | ----------- |
| Anna Hutchison  | Amy Smart               | Abogada                     | 37               | 2009 - 2012 |
| Jay Ryan        | Kevin                   | -                           | 46               | 2009 - 2012 |
| Bronwyn Turei   | Cody Latimer            | Gerente/Dueña del Easy Tune | 52               | 2009 - 2012 |
| Alix Bushnell   | Britta McMann-McCormack | Agente de Bienes Raíces     | 52               | 2009 - 2012 |
| Matt Whelan     | Brad Caulfield          | Gerente de Bar              | 49               | 2009 - 2012 |
| Esther Stephens | Olivia Duff-Caulfield   | Trabajadora en una Revista  | 37               | 2010 - 2012 |

### Antiguos Personajes Recurrentes
| Actor                    | Personaje              | Empleo                    | Episodios | Duración          | Causa                                  |
| ------------------------ | ---------------------- | ------------------------- | --------- | ----------------- | -------------------------------------- |
| Brittany Wakelin         | Possum Latimer         | -                         | 38        | 2009 - 2012       | -                                      |
| Bronwyn Bradley          | Gwen Latimer           | -                         | 38        | 2009 - 2012       | -                                      |
| William Davis            | Wiri Latimer           | -                         | 38        | 2009 - 2012       | -                                      |
| Tania Nolan              | Angelina Caulfield     | -                         | 38        | 2009 - 2011       | -                                      |
| John Tui                 | Timbo                  | Trabajador de Ezytune     | 28        | 2009 - 2012       | -                                      |
| Joseph Naufahu           | Eli Fa'asalele         | -                         | 21        | 2009 - 2010, 2012 | -                                      |
| Theresa Healey           | Alison Smart           | -                         | 16        | 2009 - 2010, 2012 | -                                      |
| Stephen Lovatt           | Larry Smart            | -                         | 15        | 2009 - 2010       | -                                      |
| Michele Hine             | Carol Duff             | -                         | 15        | 2010 - 2012       | -                                      |
| Leighton Cardno          | Leo Browning           | Trabajador de una Revista | 12        | 2010 - 2012       | -                                      |
| Jared Turner             | Ben Maddox             | Maestro                   | 12        | 2009 - 2010       | -                                      |
| Nic Sampson              | Derek                  | -                         | 12        | 2010              | -                                      |
| Simon Prast              | Jeffrey Duff           | Doctor                    | 10        | 2010 - 2011       | murió de un ataque al corazón          |
| Chris Widdup             | Ross McCormack         | Abogado                   | 8         | 2012              | -                                      |
| Zoe Cramond              | Amanda                 | -                         | 8         | 2010 - 2011       | se fue después de divorciarse de Kevin |
| Neill Rea                | Dave                   | -                         | 7         | 2011 - 2012       | -                                      |
| Roy Show                 | Nick "NSB"             | -                         | 7         | 2011 - 2012       | -                                      |
| Ari Boyland              | Scott Smart            | -                         | 6         | 2009, 2010        | -                                      |
| Arthur Meek              | Will Caulfield         | -                         | 4         | 2012              | -                                      |
| Jacqui Nauman            | Mia                    | -                         | 4         | 2011              | se fue después de terminar con Brad    |
| Johnny Parker            | Joel                   | Músico                    | 3         | 2011 - 2012       | -                                      |
| Kyle Pryor               | Shane                  | -                         | 2         | 2011              | -                                      |
| Kara Rose Simpson-Blight | Hero McMann            | -                         | 1         | 2012              | -                                      |
| Bruce Phillips           | Ron Cape               | Mecánico                  | 1         | 2012              | -                                      |
| Jon Brazier              | Brendan                | Abogado                   | 1         | 2012              | -                                      |
| Dan Musgrove             | Rupert "El Pervertido" | Abogado                   | 1         | 2012              | -                                      |

## Episodios
Lista de episodios de Go Girls
Cada uno de los episodios representan un mes del año. La primera temporada se estrenó el 19 de febrero de 2009 y constó de 13 episodios. 
La segunda temporada se estrenó el 18 de marzo de 2010 y estuvo compuesta de 26 episodios.
La tercera temporada comenzó a filmarse a files del 2010 y se estrenó el 8 de febrero de 2011,
La cuarta temporada se estrenó el 14 de febrero de 2012, mientras que la quinta y última temporada de la serie se estrenó el 30 de abril de 2013 y también estuvo conformada por 13 episodios, como las temporadas anteriores.

## Premios y nominaciones
La serie ha sido nominada en varias ocasiones a los premios Qantas Film and Television Awards y a los TV Guide Best on the Box People’s Choice Awards. 
- Serie.:

| Año  | Categoría  | Premio                                         | Nominado | Resultado |
| ---- | ---------- | ---------------------------------------------- | -------- | --------- |
| 2010 | Best Drama | TV Guide Best On The Box People's Choice Award | Go Girls | Nominado  |

- Actores.:

| Año  | Categoría                                | Premio                                         | Nominada (o)    | Resultado |
| ---- | ---------------------------------------- | ---------------------------------------------- | --------------- | --------- |
| 2010 | Best Actress                             | TV Guide Best On The Box People's Choice Award | Anna Hutchison  | Nominada  |
| 2010 | Sexiest Woman                            | TV Guide Best On The Box People's Choice Award | Anna Hutchison  | Nominada  |
| 2010 | Rising Star                              | TV Guide Best On The Box People's Choice Award | Alix Bushnell   | Nominada  |
| 2010 | Rising Star                              | TV Guide Best On The Box People's Choice Award | Bronwyn Turei   | Nominada  |
| 2010 | Best Performance by a Supporting Actor   | Qantas Film and Television Awards              | Matt Whelan     | Ganó      |
| 2009 | Best Performance by a Supporting Actress | Qantas Film and Television Awards              | Bronwyn Bradley | Nominada  |

- Equipo.:

| Año  | Categoría                                             | Premio                            | Nominado (a)                              | Resultado |
| ---- | ----------------------------------------------------- | --------------------------------- | ----------------------------------------- | --------- |
| 2010 | Best Script - Drama/Comedy Programme                  | Qantas Film and Television Awards | Rachel Lang                               | Nominada  |
| 2010 | Images & Sound Best Director - Drama/Comedy Programme | Qantas Film and Television Awards | Peter Burger                              | Nominado  |
| 2010 | Images & Sound Best Editing - Drama/Comedy Programme  | Qantas Film and Television Awards | Mark Taylor                               | Nominado  |
| 2010 | Best Sound Design                                     | Qantas Film and Television Awards | Steve Finnigan, Tom Miskin & Mike Bayliss | Nominados |
| 2010 | Best Production Design                                | Qantas Film and Television Awards | Gary Mackay                               | Nominado  |
| 2010 | Best Contribution to Design                           | Qantas Film and Television Awards | Sarah Voon                                | Nominada  |
| 2009 | Best Original Music in General Television             | Qantas Film and Television Awards | Jonathan Bree                             | Nominado  |

## Locaciones
- The Taka - bar frecuentado por Kevin, Amy, Cody, Britta, Brad y Olivia.
- Ezytune - lugar donde trabajan Kevin y Cody.

## Producción
La primera temporada se estrenó el 8 de agosto de 2009, justo después del programa So You Think You Can Dance de la cadena Network Ten, la serie tuvo mucho éxito que posteriormente fue renovada para una segunda temporada.
La segunda temporada terminó de transmitirse en Nueva Zelanda el 17 de junio de 2010 y gracias al incremento de audiencia la serie fue renovada para una tercera temporada la cual será filmada a finales del 2010 y saldrá al aire en el 2011.
Aparte de ser creadores de la serie, Gavin Strawhan y Rachel Lang, junto con Kate McDermott se encargan de la redacción del programa.
Las escenas exteriores de las casas de los personajes fueron filmadas en Mairangi Bay, Takapuna, Vauxhall y Cheltenham, ubicadas en North Shore. Las tomas del interior de las casas fueron construidas completamente dentro de las instalaciones del estudio South Pacific Pictures. El "Ezytune" (lugar en donde trabajan los personajes de Cody y Kevin) era en realidad un taller que se encuentra en Wairau Road, en Glenfield, en la ciudad de North Shore. 
El bar que era frecuentado por los personajes principales llamado "The Taka", era completamente ficticio y fue construido en un estudio.
El 6 de mayo de 2010 se anunció que la serie había sido renovada para una tercera temporada, la cual se estrenó en febrero del 2011. El 25 de marzo de 2011 se anunció que la serie había sido renovada para una cuarta temporada conformada por 13 episodios, la cual comenzó su producción a final del año y se estrenó el 14 de febrero de 2012.
La quinta y última temporada se estrenó el 30 de mayo de 2013.

## Tema Principal
El tema de apertura de la serie estuvo bajo el cargo del grupo The Electric Confectionaires interpretando el tema "Piece of my Heart", también su tema "Mr. Whippy" fue utilizado en el programa. Otra artista de North Shore que con frecuencia aparecía en sus canciones en la serie era Lydia Cole quien interpretó "Come With".